# Plectrohyla calthula
Plectrohyla calthula (лат.) — вид бесхвостых земноводных из семейства квакш. Впервые описан в 2000 году.
Является эндемиком штата Оахака на юге Мексики. Точные границы ареала неизвестны, но считается, что вид имеет ограниченное распространение.
Взрослые особи Plectrohyla calthula обитают в тропических горных лесах, головастики — в ручьях, протекающих по ним.
МСОП присвоил таксону охранный статус «Виды, находящиеся на грани полного исчезновения» (CR).